# Matthias Deutschmann

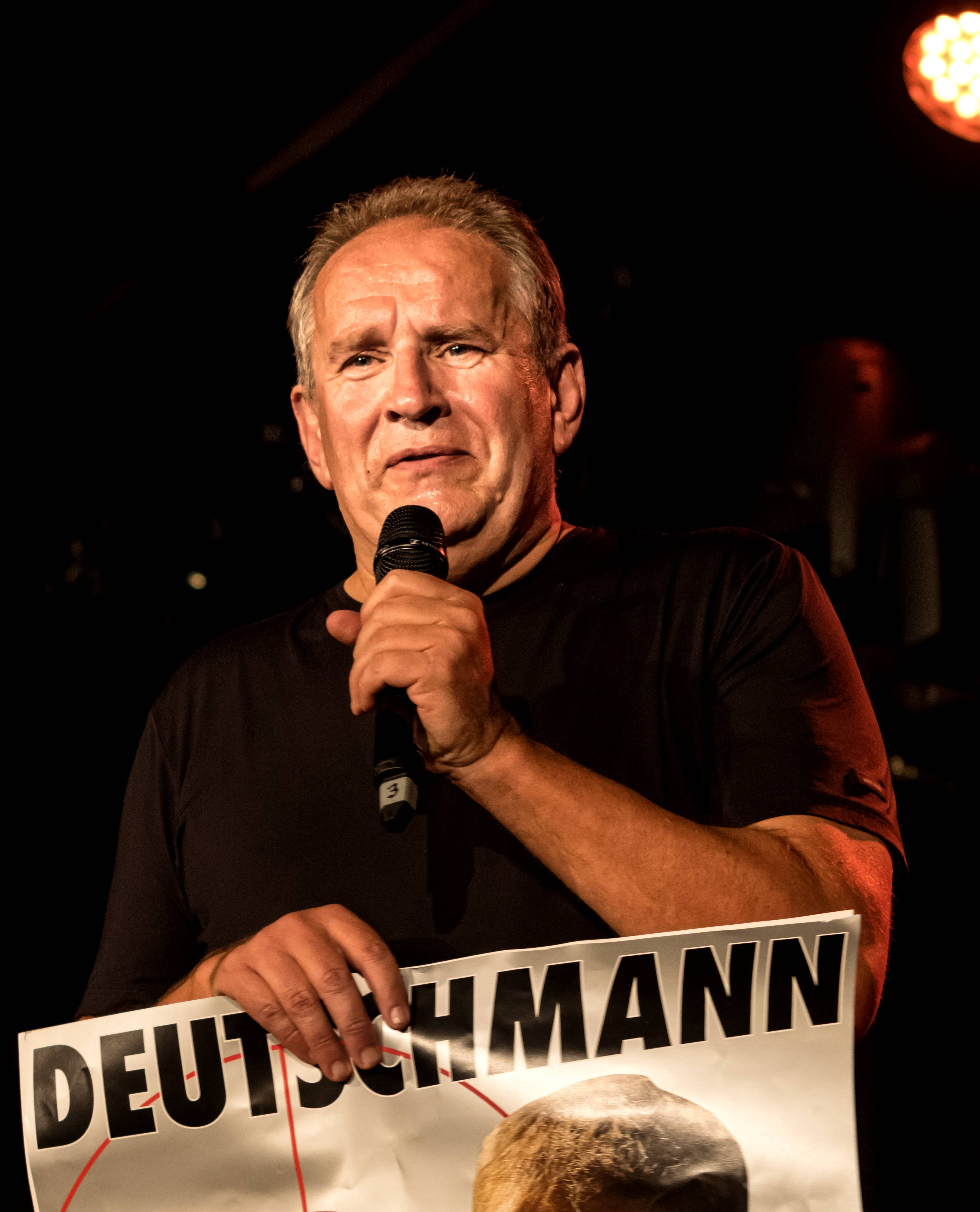
Matthias Deutschmann auf dem ZMF 2015 in Freiburg

Matthias Deutschmann (* 16. September 1958 in Betzdorf) ist ein deutscher Kabarettist. 1973 zog er nach Südbaden und begann 1977 in Freiburg ein Studium. Ab 1979 beschäftigte er sich mehr und mehr mit dem Kabarett und trat zunächst als Mitglied verschiedener Kabarettgruppen auf. 1989 zog er nach Berlin um und begann nun auch Soloprogramme vorzutragen. 1991 kehrte er nach Freiburg zurück. Deutschmanns Markenzeichen ist das Cellospiel.

## Künstlerische Entwicklung und Programme

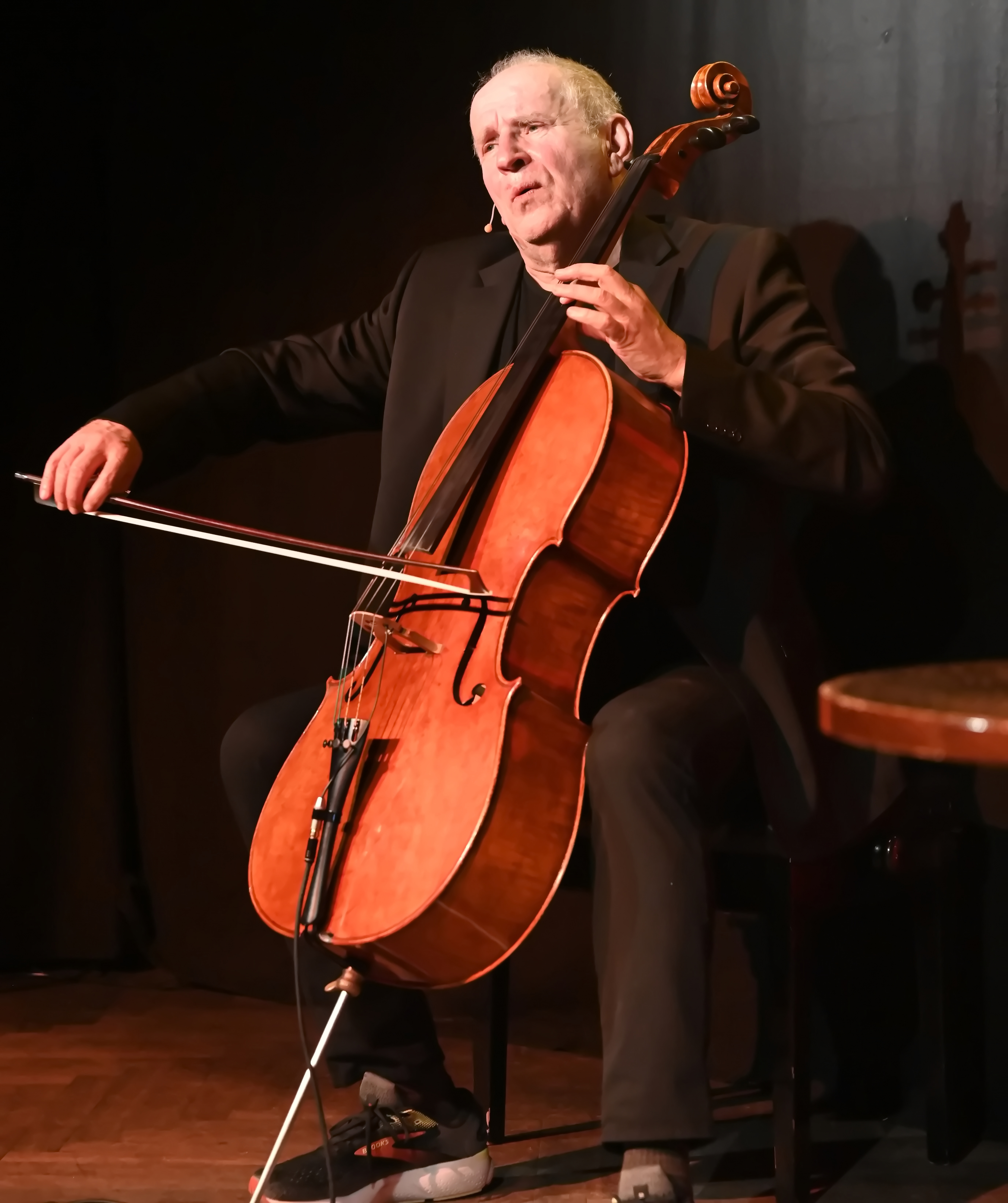
Matthias Deutschmann in der Münchner Lach- und Schießgesellschaft, 2025

Im Rahmen des Studium Generale der Universität Freiburg nahm Matthias Deutschmann im Januar 1979 an einem Workshop von Sammy Drechsel von der Münchner Lach- und Schießgesellschaft teil. Im Herbst 1979 erfolgte die Gründung des Kabaretts „Schmeißfliege“, das seinen Namen einem Diktum des damaligen CDU/CSU Kanzlerkandidaten Franz Josef Strauß verdankt: „Mit Ratten und Schmeißfliegen führt man keine Prozesse.“ Am 30. April 1980 feierte das neunköpfige Studentenkabarett „Schmeißfliege“ seinen ersten Auftritt im Kolpinghaus Freiburg. Am 12. Dezember 1982 erlebte das Programm Stimmen aus dem Massengrab – Eine Passion im Zeichen des Kreuzes für Chor, Orchester und Soli seine Uraufführung (Musik: Cornelius Schwehr, Textcollage und Texte Matthias Deutschmann). 1983 wurde die „Schmeißfliege“ aufgelöst.
Zusammen mit Joschi Krüger und Cornelia Peschko gründete Matthias Deutschmann das „Executiv Cabaret“. Von 1984 bis 1986 arbeitete Matthias Deutschmann zudem als Texter für das Düsseldorfer Kom(m)ödchen. Im Dezember produzierte er mit der Medienwerkstatt Freiburg ein Video zum Straßentheater Brot für die Welt, aber die Wurst bleibt hier!. Am 30. April 1985 trat Matthias Deutschmann unter dem Titel Blinder Alarm erstmals mit einem Kabarettsolo auf (zusammen mit der „Under Cover Combo“: Michael Erhard (p), Urban Deutschmann (tr), Peter Welte (pos) Frank Goos (sax) Musik: Markus Lehmann). 1986 ging er mit dem Programm Blinder Alarm (Michael Mark (p, sax) Musik: Cornelius Schwehr) auf Tournee. Im gleichen Jahr arbeitete er an dem Programm Geisterfahrer der Medienwerkstatt Freiburg mit. Im September 1986 folgte das Soloprogramm Eine Schnauze voll Deutschland.
1987 unterstützte Matthias Deutschmann zusammen mit Rio Reiser, Wolf Biermann, Udo Lindenberg, Wolfgang Niedecken, Georg Ringsgwandl u. a. die Wahlkampfgalatournee Winterzauber der Grünen. 1987 trat er mit dem Solo Einer flog übers Grundgesetz auf.
1989 zog Matthias Deutschmann von Freiburg nach Berlin. Im August 1989 wurde dort bei der Internationalen Funkausstellung das Programm Einer flog übers Grundgesetz für den TV-Sender 3SAT aufgezeichnet. Im Oktober 1989 feierte das Programm Amokkoma (zusammen mit Christian Kuhnert) Premiere.
Nach 1990 folgte eine Reihe von Soloprogrammen, von denen einige für verschiedene TV-Sender aufgezeichnet wurden: 1990 Solo für Deutschmann, 1992 Das kleine Fegefeuer (Regie: Ulrich Waller, TV-Aufzeichnung für den NDR), 1993 Wenn das der Führer wüßte (Regie: Ulrich Waller, TV-Aufzeichnung für den NDR), 1993 Uraufführung von Diderot und das dunkle Ei im Theater Freiburg (Regie: Hans J. Ammann), 1995 Nachtangriff, 1997 Artist in Residence bei den Wiener Festwochen, 1999 Finalissimo, 2001 Streng vertraulich, 2004 Staatstheater, 2007 Die Reise nach Jerusalem, 2011 Deutsche wollt ihr ewig leben? (Premiere im Münchner Lustspielhaus), 2012 Solo 2012, seit Dezember 2013 Eurocalypse now!.
Zwischendurch trat er zusammen mit Kollegen auf: 1998 Bunter Abend für Revolutionäre – 150 Jahre badische Revolution mit Helmut Lörscher (p) und Georg Schramm (auch als CD, vom SWF für das Fernsehen aufgezeichnet), 2000  Baden Deine Sterne mit Georg Schramm, Helmut Lörscher (p), Dieter Ilg (b) und Matthias Daneck (dr). 2008 unternahm er eine Sommertournee zusammen mit Leo Bassi.
1992 hatte Matthias Deutschmann regelmäßige Auftritte im ZDF-Morgenmagazin, wurde aber 1993 vom ZDF-Intendanten Dieter Stolte entlassen. Seit 1993 ist Matthias Deutschmann regelmäßiger Gast in den Kölner Mitternachtsspitzen (WDR). 1994 lieferte er im ARD-Nachschlag 14 mal Die 5-Minutenterrine des Fernsehkabaretts.

## Schach

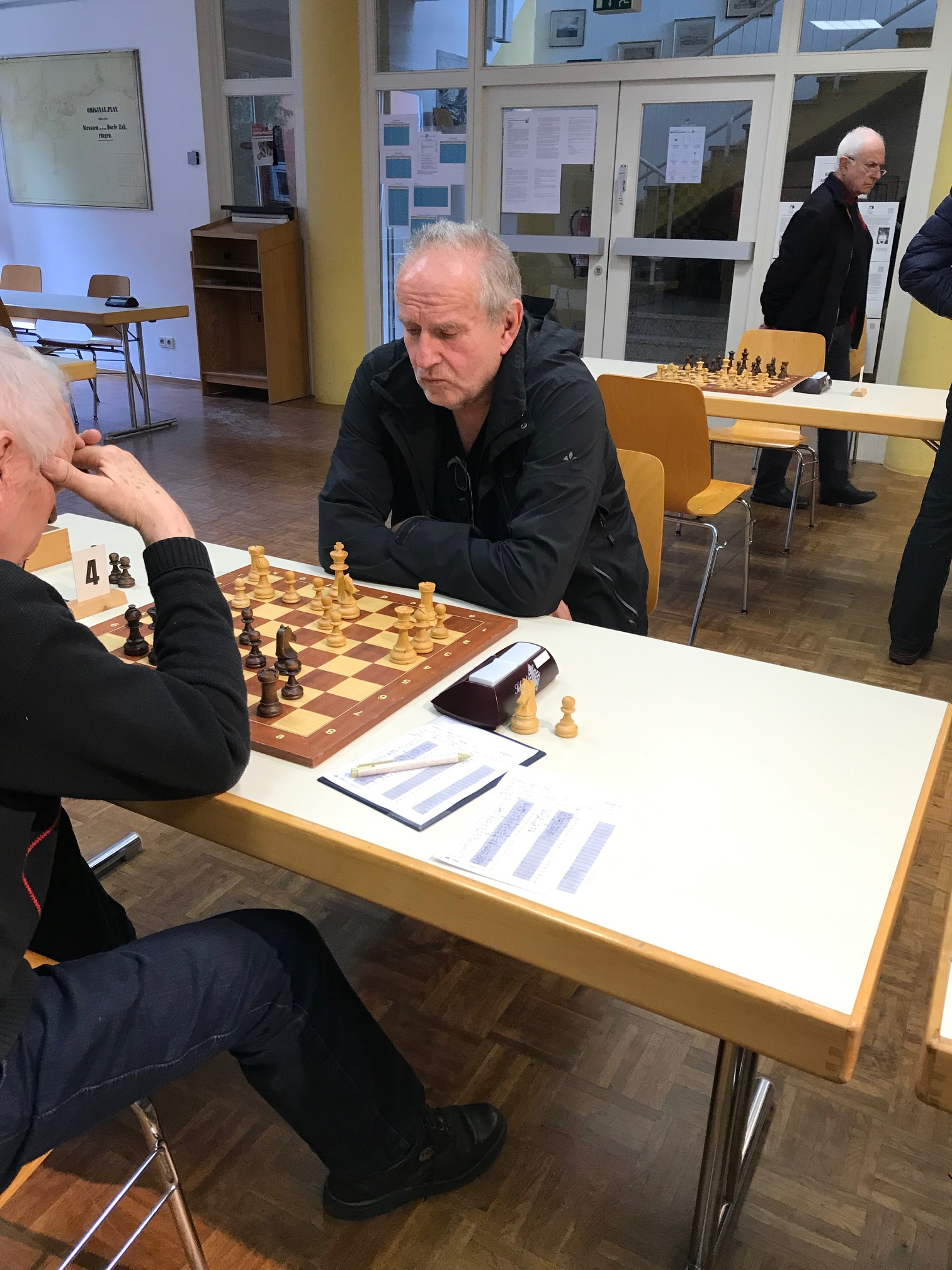
Matthias Deutschmann bei der Senioren-Mannschaft-Meisterschaft 2023 in Freiburg

Matthias Deutschmann war als Jugendlicher Kaderspieler des Deutschen Schachbundes. 1977 wurde er Badischer Jugendmeister und spielte von 1977 bis 1988 sowie zweimal in der Saison 1998/99 mit dem SK Freiburg-Zähringen 1887 e. V. in der Schachbundesliga. Inzwischen spielt er beim SC Emmendingen. Außerdem leiht er seit 1996 dem „sprechenden Schachprogramm“ Fritz seine Stimme. Im Mai 2002 trat er mit einer humorvollen Rede bei dem Festakt zum 125-jährigen Jubiläum des Deutschen Schachbundes in Leipzig auf. Seine Elo-Zahl beträgt 2161 (Stand: Februar 2022), seine höchste Elo-Zahl war 2197 im Jahr 1999.

## Privates
Matthias Deutschmann lebt mit seiner Familie in Freiburg im Breisgau.

## TV-Auftritte (Auszug)
- „Einer flog übers Grundgesetz“ – Internationale Funkausstellung (3SAT, 1989)[3]
- „Das kleine Fegefeuer“ (NDR, 1992)[4]
- „Wenn das der Führer wüsste“ (NDR, 1993)
- „ZDF-Morgenmagazin“ (ZDF, 1992–1993)
- „Kölner Mitternachtsspitzen“ (WDR, seit 1993)
- „Wenn das der Führer wüsste“ (3SAT, 1994)
- „Die 5-Minutenterrine des Fernsehkabaretts“ (ARD, 1994, 14 Mal)
- „Solo für Deutschmann“ (N3, 1996)[5]
- 10. Kleinkunstfestival (3SAT, 1966)[6]
- „Bunter Abend für Revolutionäre“ mit Georg Schramm (SWF, 1998)[7]
- „Finalissimo“ (N3, 1999)
- „10 Jahre danach“ mit Matthias Beltz, Georg Schramm und Heinrich Pachl (N3, 2000)[8]
- „Streng vertraulich“ (N3, 2001)[9]
- „Streng vertraulich“ (3SAT, 2003)[10]
- „FOYER“ (3SAT, 2005)[11]
- 3SatFestival – „Staatstheater“ (3SAT, 2005)[12]
- 3SatFestival – „Zum Zwanzigsten...“ (3SAT, 2006)[13][14][15]
- „Heinrich Heine: Liebe, Spott und Vaterland“ (ZDF, 2006)[16]
- „Neues aus der Anstalt“ (ZDF, 2007)[17][18]
- „3satFestival – Die Reise nach Jerusalem“ (3SAT, 2007)[19]
- „Kaliber 68 oder Eisen im Spinat“ (NDR, 2008)
- „2+Leif“ (SWR, 2013)[20]
- „Alfons und Gäste“ (ARD, 2013[21], 2024[22])
- „Das Beste aus 30 Jahren Mitternachtsspitzen“ (ARD, 2019)[23]
- „Nuhr im Ersten“ (ARD, 2023[24], 2024[25])

## Auszeichnungen
- 1992: Deutscher Kabarettpreis Hauptpreis
- 1994: Deutscher Kleinkunstpreis
- 1997: Artist in Residence (Wiener Festwochen)
- 2007: Leipziger Löwenzahn
- 2014: Baden-Württembergischer Kleinkunstpreis
- 2014: Ehrenpreis Zelt Musik Festival Freiburg
- 2021: Lasker – der Emanuel-Lasker-Gesellschaft für Leistungen..auf kulturellem Gebiet. Berlin, Febr. 2022.

## Diskografie
- 1997: Nachtangriff
- 1998: Bunter Abend für Revolutionäre. Satirischer Festakt zur 1848er-Revolution (Live-Mitschnitt aus der Alten Festhalle Lörrach-Hagen mit Georg Schramm und Matthias Deutschmann)
- 1999: Finalissimo
- 2002: Streng vertraulich
- 2007: Die Reise nach Jerusalem
- 2007: Kabarett Sampler: 3. Politischer Aschermittwoch (Livemitschnitt aus der Arena Berlin mit Volker Pispers, Arnulf Rating, Hagen Rether, Martina Schwarzmann und Matthias Deutschmann)
- 2008: Die Wahrheit über Deutschland (mit Harald Schmidt, Dieter Nuhr und Matthias Deutschmann)
- 2009: Kabarett Sampler: 5. Politischer Aschermittwoch (Livemitschnitt aus der Arena Berlin mit Dieter Hildebrandt, Arnulf Rating, Wiglaf Droste, Kirsten Fuchs, Annamateur & Aussensaiter und Matthias Deutschmann)
- 2012 Eurocalypse now!

## Bücher
- Hitler on the Rocks. Ça ira-Verlag, Freiburg 1987, ISBN 3-924627-11-8
- Noch nicht reif und schon faul. orell-füssli, 2014, ISBN 978-3-280-05529-8